# 이배영 (역도 선수)
이배영(李培永, 1979년 12월 10일~)은 대한민국의 역도 선수, 지도자이다. 2004년 하계 올림픽에서 남자 라이트급 은메달을 획득했다. 현재는 역도 국가대표팀의 코치다.

## 경력
순창군 유등면에서 태어났다. 현역 시절 체급은 69kg급이었으며, 2004년 그리스 아테네에서 열린 아테네 올림픽 역도 69kg급에서 은메달을 획득했으며, 이는 1992년 하계 올림픽에서 전병관이 획득한 금메달 이후 12년 만에 대한민국 남자 역도에서 나온 메달이다. 2008년 하계 올림픽에도 출전하였으나, 경기 도중 다리 경련을 일으켜 실격당해 메달 획득에는 실패하였다. 2010년 아시안 게임 때에는 문화방송(MBC)의 역도 해설위원으로 마이크를 잡았다.
2011년에 종합 은메달을 획득한 전국체전을 마지막으로 현역 은퇴를 선언했다. 2015년부터 역도 국가대표팀 코치를 맡았으며 현재 종로구청 여자 역도단 감독을 맡고 있다.

## 개인사
역도 선수인 시선희와 결혼하여 아들 이민혁을 두었다.

## 선수 경력
- 2009.01 ~ 2011 아산시청
- 2008 ~ 베이징올림픽 역도 국가대표선수
- 2004 ~ 아테네올림픽 역도 국가대표선수
- 2002 ~ 2008.12 경상북도개발공사
- 2000 ~ 시드니올림픽 역도 국가대표선수

## 수상
- 2008년 제89회 전국체육대회 역도 남자일반부 69kg급 합계 금메달
- 2008년 제89회 전국체육대회 역도 남자일반부 69kg급 용상 금메달
- 2008년 제89회 전국체육대회 역도 남자일반부 69kg급 인상 금메달
- 2004년 아테네 올림픽 역도 69kg급 은메달
- 2003년 세계 선수권 대회 은메달

## 영화
- 2009년 영화 《킹콩을 들다》 - 협회 관계자 역 (특별출연)